# 正五品
正五品是中国、朝鮮、越南、琉球古代官位的一个级别，属于中级官员，一般是州级官员（例如清朝的直隶州知州就属于正五品）。正五品其上是从四品，其下是从五品，但唐朝、高麗王朝、及朝鮮王朝的正五品分上下，朝鮮王朝的正五品屬參上官。

## 中國

### 唐朝

#### 文武官
- 正五品上：中散大夫、定遠將軍
- 正五品下：朝議大夫、寧遠將軍、懷化郎將

#### 封爵
- 正五品：開國子、才人、縣君

#### 女官
- 正五品：尚宮、尚儀、尚服、尚食、尚寢、尚功、宮正

#### 宦官
- 正五品：內常侍

### 明朝

#### 文武官
宗人府經歷司、中書省左司郎中、中書省右司郎中、中書省都鎮撫司都鎮撫、吏部文選清吏司郎中、吏部驗封清吏司郎中、吏部稽勛清吏司郎中、吏部考功清吏司郎中、戶部浙江清吏司郎中、戶部江西清吏司郎中、戶部湖廣清吏司郎中、戶部陝西清吏司郎中、戶部廣東清吏司郎中、戶部山東清吏司郎中、戶部福建清吏司郎中、戶部河南清吏司郎中、戶部山西清吏司郎中、戶部四川清吏司郎中、戶部廣西清吏司郎中、戶部貴州清吏司郎中、戶部雲南清吏司郎中、禮部儀制清吏司郎中、禮部祠祭清吏司郎中、禮部主客清吏司郎中、禮部精膳清吏司郎中、兵部武選清吏司郎中、兵部職方清吏司郎中、兵部車駕清吏司郎中、兵部武庫清吏司郎中、刑部浙江清吏司郎中、刑部江西清吏司郎中、刑部湖廣清吏司郎中、刑部陝西清吏司郎中、刑部廣東清吏司郎中、刑部山東清吏司郎中、刑部福建清吏司郎中、刑部河南清吏司郎中、刑部山西清吏司郎中、刑部四川清吏司郎中、刑部廣西清吏司郎中、刑部貴州清吏司郎中、刑部雲南清吏司郎中、工部營繕清吏司郎中、工部虞衡清吏司郎中、工部都水清吏司郎中、工部屯田清吏司郎中、通政使司左參議、通政使司右參議、大理寺左寺丞、大理寺右寺丞、詹事府左春坊大學士、詹事府左春坊左庶子、詹事府右春坊大學士、詹事府右春坊右庶子、翰林院學士、光祿寺少卿、尚寶司卿、欽天監監正、太醫院院使、上林苑監左監正、上林苑監右監正、順天府治中、王府長史司左長史、王府長史司右長史、提刑按察使司僉事、各府同知、王府儀衛司儀衛正、千戶所正千戶、宣慰使司僉事、宣慰使司同知。

### 清朝

#### 文武官
左右春坊左右庶子、通政使司参议、光禄寺少卿、六科给事中、宗人府理事官、郎中、顺天府治中、奉天府治中、太医院院使、同知、直隶州知州、三等侍卫、步军副将、步军校、监守信驳官、南苑门章京、陵寝防御、陵寝管理烧造砖瓦官、分管佐领、盖州牛庄满洲掌印防御、关口守御、黑龙江吉林管水手五品官、云骑尉、守备、宣慰使司佥事、宣抚使司同知、正千户。

## 朝鮮

### 高麗王朝

#### 文武官
- 正五品上：中散大夫
- 正五品下：朝議大夫

### 朝鮮王朝

#### 文武官
通德郞、通善郞、果毅校尉、忠毅校尉

## 琉球

### 琉球國（第二尚氏）

#### 文武官
親雲上的其中一級下庫理當親雲上，簪銀，戴黃冠。